# پادشاهی کدیری

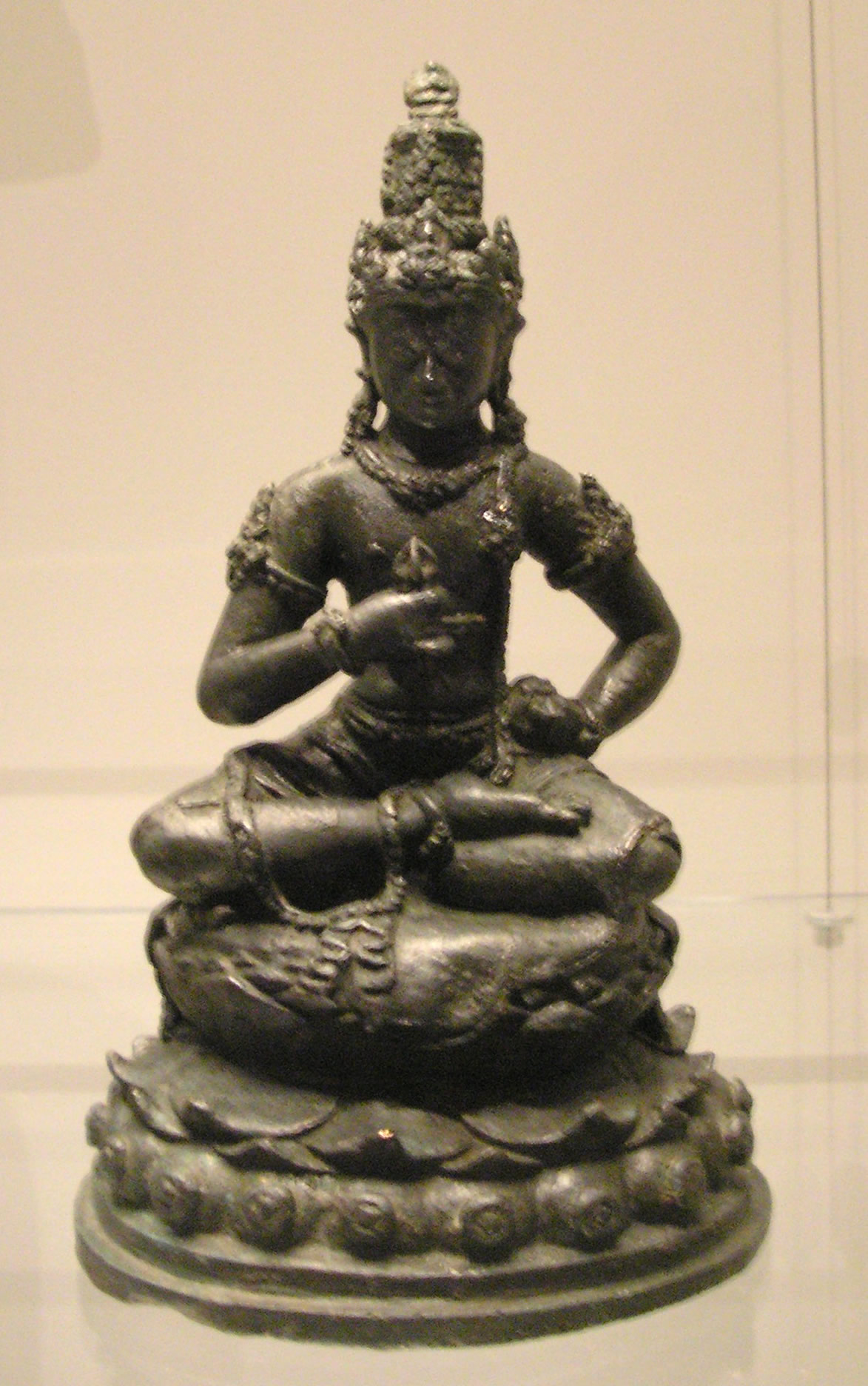
تندیسی برنزی یافته‌شده در جاوه از دورهٔ کدیری، موزهٔ ایندیشه کونست برلین

پادشاهی کِدیری یک پادشاهی مبتنی بر فرهنگ هندو بود که میان سال‌های ۱۰۴۲ تا ۱۲۲۲ میلادی در جاوه باختری بر سر کار بود. از این پادشاهی اگرچه اثر باستانی‌ای به جای‌نمانده‌است ولی شاهد پیشرفت ادبیات هستیم. در این دوره اثرهای ادبی برجسته‌ای چون کاکاوین بهاراتایودها به بار نشست و پالودگی و پیشرفت فرهنگی شکوفاشد.
نخستین پادشاها کدیری که از او نامی به جای‌مانده‌است چری جایاوارشا دیگجایا چاستراپتاهو بوده که میان ۱۱۰۴ تا ۱۱۱۵ فرمان‌می‌رانده‌است. او ادعا داشته که تجسمی از آواتار ویشنو بوده‌است. 
واپسین پادشاه کدیری کِرتاجایا بوده که میان سال‌های ۱۲۰۰ تا ۱۲۲۲ فرمان‌می‌رانده‌است. او پس از شکست در نبردی به نام گانتِر ناچار شد تخت و تاجش را تسلیم یک پادشاهی تازه به نام سینگهاسارا کند و اینگونه به زندگی پادشاهی کدیری پایان‌داده‌شد.